# Pelion (Karolina Południowa)
Pelion – miasto w Stanach Zjednoczonych, w stanie Karolina Południowa, w hrabstwie Lexington.